# IC 2557
IC 2557  ist eine linsenförmige Galaxie vom Hubble-Typ S0/a im Sternbild Kleiner Löwe am Nordsternhimmel. Sie ist schätzungsweise 290 Millionen Lichtjahre von der Milchstraße entfernt und hat einen Durchmesser von etwa 25.000 Lichtjahren.

Im selben Himmelsareal befinden sich u. a. die Galaxien NGC 3151, NGC 3159, NGC 3161, NGC 3163.
Das Objekt wurde am 16. Mai 1903 von Stéphane Javelle entdeckt.